# Vétraz-Monthoux
Vétraz-Monthoux è un comune francese di 6 774 abitanti situato nel dipartimento dell'Alta Savoia della regione dell'Alvernia-Rodano-Alpi.
Si trova lungo il corso del fiume Arve.

## Società

### Evoluzione demografica
Abitanti censiti